# Phanoperla vietnamensis
Phanoperla vietnamensis är en bäcksländeart som beskrevs av Peter Zwick 1986. Phanoperla vietnamensis ingår i släktet Phanoperla och familjen jättebäcksländor. Inga underarter finns listade i Catalogue of Life.